# 朗格斯

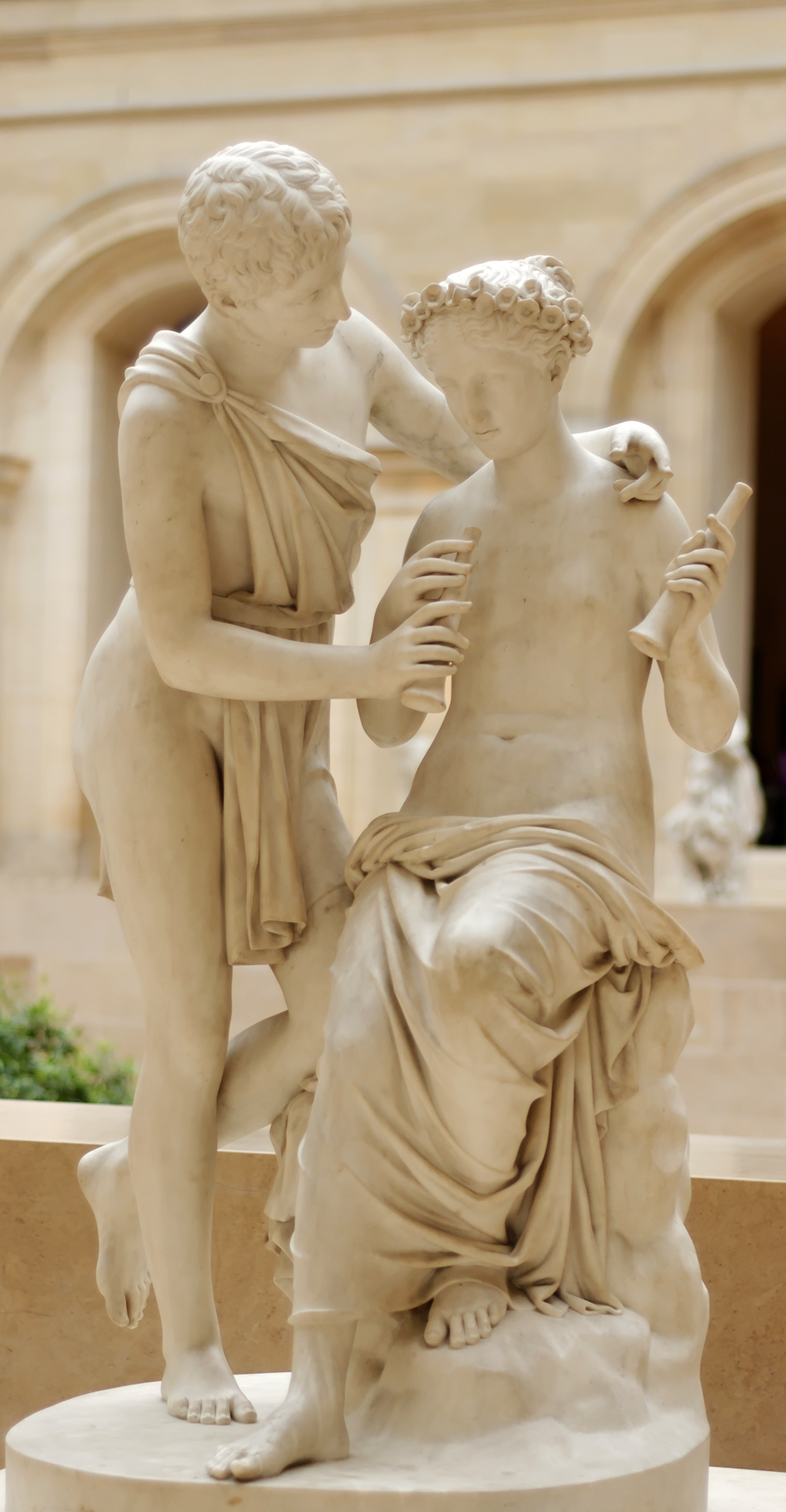
《達夫尼與克羅伊》雕像

朗格斯（Λόγγος）是古希臘作家，也是浪漫小說《達夫尼與克羅伊》（Daphnis and Chloe）的作者。朗格斯的生平所知甚少，他可能在公元2世紀時代住在萊斯博斯島。